# Marijke Mettes
Marijke Mettes (Hoorn, 23 september 1985) is een Nederlands atlete, en is gespecialiseerd in met name de 100 en de 200 m (klasse T46), maar zij doet ook aan kogelstoten en hoogspringen. Mettes woont in Wognum (Noord-Holland).
Omdat Metters met maar één hand is geboren kwam ze op haar 16 in aanraking met aangepast atletiek. Mettes kwam in 2008 uit voor Nederland op de Paralympische Zomerspelen in Peking.
Ze is lid van AV Hollandia en woont in Wognum. In het dagelijks leven is zij leerkracht in het basisonderwijs. Ook is ze actief als trompettist bij de Wognumse Fanfare & Drumbandvereniging

## Persoonlijke records
- discuswerpen: 33,36 m
- kogelstoten: 10,48 m
- hoogspringen: 1,66 m

## Palmares

### kogelstoten
- 2002: 11e WK
- 2003:  EK in Assen
- 2004:  NK
- 2005:  EK in Espoo

### discuswerpen
- 2004:  NK

### hoogspringen
- 2003:  EK in Assen

### 100 m
- 2006: 4e WK in Assen